# いましか
「いましか」は、2019年4月11日に発売されたフラワーカンパニーズの楽曲で25枚目のシングルである。

## 概要
- シングル作品としては前作「あまくない」より約2年ぶりのリリースで、自主レーベルのチキン・スキン・レコードより発売された[1]。
- 前作同様にバンドは「ゴー!ゴー!ライブハウスキャンペーン!」と題し、今作を全国のライブハウス及び、全国ツアー「30年のキセキ」の会場限定で販売している[1]。

## 収録曲
| 全作詞・作曲: 鈴木圭介（#3のみ遠藤賢司）、全編曲: フラワーカンパニーズ。 |                                          |                              |                              |      |
| #                                                                        | タイトル                                 | 作詞                         | 作曲・編曲                   | 時間 |
| 1.                                                                       | 「いましか」                             | 鈴木圭介（#3のみ 遠藤賢司 ） | 鈴木圭介（#3のみ 遠藤賢司 ） | 5:35 |
| 2.                                                                       | 「25時間」                               | 鈴木圭介（#3のみ 遠藤賢司 ） | 鈴木圭介（#3のみ 遠藤賢司 ） | 3:22 |
| 3.                                                                       | 「夜汽車のブルース」(遠藤賢司のカヴァー) | 鈴木圭介（#3のみ 遠藤賢司 ） | 鈴木圭介（#3のみ 遠藤賢司 ） | 5:37 |
| 4.                                                                       | 「ザ・オメデ10(試作)」                   | 鈴木圭介（#3のみ 遠藤賢司 ） | 鈴木圭介（#3のみ 遠藤賢司 ） | 1:33 |
| 合計時間:                                                                | 合計時間:                                | 16:07                        |                              |      |

## 演奏
- 鈴木圭介 - ボーカル
- グレートマエカワ - ベース
- 竹安堅一 - ギター
- ミスター小西 - ドラム